# Powiat Mrągowski
Der Powiat Mrągowski ist ein Powiat (Kreis) in der polnischen Woiwodschaft Ermland-Masuren. Der Powiat hat eine Fläche von 1065,2 km², auf der etwa 50.000 Einwohner leben.
Das Gebiet entspricht ungefähr dem früheren Landkreis Sensburg.

## Gemeinden
Der Powiat umfasst fünf Gemeinden.
Einwohnerzahlen vom 31. Dezember 2020
Stadtgemeinde:
- Mrągowo (Sensburg): 21.302 Einwohner

Stadt-und-Land-Gemeinde:
- Mikołajki (Nikolaiken): 8079 Einwohner

Landgemeinden:
- Mrągowo (Sensburg): 8023 Einwohner
- Piecki (Peitschendorf): 7555 Einwohner
- Sorkwity (Sorquitten): 4480 Einwohner